# Rotspissebed
De rotspissebed (Porcellio monticola) is een pissebed uit de familie Porcellionidae. De wetenschappelijke naam van de soort is voor het eerst geldig gepubliceerd in 1853 door Dominique Auguste Lereboullet.